# Säll är then man som frucktar Gudh
Säll är then man som frucktar Gudh är en psalm. Psalmens introduktion var 1536: "Beati omnes ect Ps. cxxxiij", vilket står för Psaltaren 133. Det tyska originalet Der ist fürwahr ein seelig Mann av Cornelius Becker.
Psalmen inleddes 1695 med orden:
Säll är then man som frucktar Gudh
Och stoor lust hafwer til hans budh

## Publicerad i
- Swenske Songer eller wisor 1536 med titeln Sell är then man som fructar gud under rubriken "Beati omnes ect".[1]
- 1572 års psalmbok med titeln SÄl är then man som fruchtar Gudh under rubriken "Någhra Davidz Psalmer".[2]

- Göteborgspsalmboken 1650 på s. 79-80 under rubriken "Om itt Christerligit Lefwerne" och hänvisning till Psaltaren 128.
- 1695 års psalmbok som nr 89 under rubriken "Konung Davids Psalmer" med hänvisning till Psaltaren 112.